# 岡山市立富山小学校
岡山市立富山小学校（おかやましりつとみやましょうがっこう）は、岡山県岡山市中区福泊にある公立中学校。

## 交通
- 両備バス天満屋・東山経由西大寺行き「曹源寺」バス停下車東へ徒歩2分

## 沿革
- 1882年 - 吉富小学校を福泊に開校
- 1889年 - 尋常富山小学校となる
- 1919年 - 岡山県師範学校代用附属小学校として利用される。
- 1941年 - 富山国民学校と改称。
- 1947年 - 富山村立富山小学校と改称
- 1952年 - 岡山市立富山小学校と改称
- 1967年 - 現在地に移転
- 1979年 - 岡山市立旭操小学校を分離。

## 学区
- 岡山市中区
  - 海吉
  - 福泊
  - 山崎（一部）
  - 円山
  - 湊（一部）

## 進学先
- 岡山市立富山中学校

## 学区が隣接している学校
- 岡山市立操南小学校
- 岡山市立旭操小学校
- 岡山市立平井小学校
- 岡山市立三勲小学校
- 岡山市立幡多小学校
- 岡山市立可知小学校
- 岡山市立政田小学校